# Josué Gollán
Josué Gollán (Santa Fe, 13 de agosto de 1891 - 1975) fue un químico argentino. Fue pionero en su país en el estudio de los suelos y en las aplicaciones científicas a la actividad agropecuaria.[cita requerida]

## Biografía
Se licenció en química en la Universidad de Buenos Aires, tras lo cual recibió cursos de perfeccionamiento de fitoquímica en París y realizó investigaciones sobre edafología en Brno y Groninga. Fue profesor de química en la Universidad Nacional del Litoral.
En 1913 fue jefe de la Oficina Química Municipal de Santa Fe, cargo que abandonó en 1920, mismo año en el que fue decano de la Facultad de Farmacia de la ciudad. Fue también decano en 1929 de la Facultad de Química Industrial de la Universidad Nacional del Litoral, donde ejerció de rector entre 1934 y 1943, y de 1945 a 1946. En Santa Fe fue presidente honorario del Instituto Experimental de Investigación y Fomento Agrícola Ganadero, además de director honorario del Departamento de Química Agrícola y Edafología del mismo instituto. Presidió la Comisión Organizadora de la Asociación Sudamericana de Edafología, y fue miembro del Soils Department of the Highway Research Broad. Perteneció a varias sociedades del país, como la Sociedad Química Argentina y la Asociación Argentina para el Progreso de las Ciencias, así como fuera de él, como la Société de Chimie Biologique de París.

## Trabajos
Entre sus trabajos cabe destacar Tratado de metalurgia y Química General. En cuanto a sus contribuciones al campo de la edafología escribió El suelo, su conocimiento y corrección y Propiedades, análisis y clasificación de los suelos, entre otros.